# Diplephippium snyderi
Diplephippium snyderi är en tvåvingeart som beskrevs av James 1949. Diplephippium snyderi ingår i släktet Diplephippium och familjen vapenflugor.
Artens utbredningsområde är Liberia. Inga underarter finns listade i Catalogue of Life.